# Limosano
Limosano è un comune italiano di 664 abitanti della provincia di Campobasso, in Molise. Nel XII secolo fu sede vescovile, l'antica cattedrale era la chiesa di Santa Maria Maggiore. Oggi, tre sono le chiese che rimangono: quelle di Santa Maria Maggiore, Santo Stefano (punto più alto del paese) e San Francesco d'Assisi (chiesa parrocchiale).

## Storia
Il nucleo più antico sorge sulla parte centrale del colle tufaceo del centro storico, mentre quella più recente tardorinascimentale si è sviluppata ai piedi del Palazzo Ducale. Limosano ha origini medievali, costruita attorno a un castello fondato dai Longobardi, quando faceva parte del gastaldato di Bojano, successivamente divenuto nel XIII secolo contado di Molise.
In origine i principali ingressi erano due porte a via Cavour e a via Borgo. Lo stemma raffigura una torre alla cui sommità convergono tre comete, simboleggianti i tre paesi di Sant'Angelo Limosano, Limosano e Ripalimosani. Notizie certe del borgo si hanno nel XII secolo, quando Limosano fu dominio normanno: uno dei primi signori fu Roberto Figliolo di Tristano, il quale insieme al vescovo Giovanni di Trivento donò nel 1109 la chiesa del paese, dedicata a Sant'Illuminata, all'abbazia di Montecassino. Successivamente fu signore di Limosano Manfredi Marchisio; Limosano durante il dominio angioino fu data alla stirpe dei Conti Renan; il signore Rodolfo nel 1296 la vendette per 80 once.
Dalla fine del XIII secolo a quella del successivo, non si hanno notizie certe di Limosano, tranne che fu possesso delle famiglie Stendardo, Galuccio e Acquaviva di Atri. Nel 1417 fu venduta al conte Guglielmo Gambatesa di Campobasso, poi nel 1450 a Francesco Pandone, conte di Venafro. Nel 1495 passò ai Di Capua di Termoli, precisamente nel 1526 appartenne a Gennaro Di Capua. Nel 1715 il feudo fu messo all'asta, e appartenne ai marchesi di Pietracatella, i quali lo cedettero ai Venere intorno al 1806, quando Bonaparte abolì il feudalesimo. Da questo momento Limosano subì il fenomeno dell'emigrazione, essendo venuto meno il potere dei signori, scendendo fino ai 2 500 abitanti.

### Simboli
Lo stemma, ancora privo di concessione ufficiale, è d'azzurro, con un ponte a cinque arcate, di rosso, movente dai fianchi, fondato su una riviera e sormontato da una corona muraria attraversata da un pastorale d'argento in sbarra.
Il gonfalone è un drappo di azzurro.

## Monumenti e luoghi d'interesse

### Chiesa parrocchiale di Santa Maria Maggiore
La chiesa risale all'XI secolo, restaurata nel XV secolo dopo un terremoto, e nuovamente pesantemente modificata nel Settecento. Di originale rimane la cripta sotterranea; la facciata è assai semplice, caratterizzata da un portale sormontato da finestrone rettangolare. Il portale presenta un architrave con scritta latina e la data di restauro della chiesa, nel 1755; la pianta dell'edificio è rettangolare con navata unica, composta lateralmente da una serie di cappelle delimitate da archi a tutto sesto. La campata vicino all'ingresso è formata da un ballatoio che conserva l'organo ligneo.
Il presbiterio che è collocato in una posizione elevata rispetto alla zona dei fedeli, conserva altare in marmo lavorato; nella parte a destra ci sono delle porte di accesso al campanile e alla sacrestia. Sul lato opposto v'è una stanza che conduce a una cappella a pianta ortogonale, caratterizzata da affreschi rinascimentali; tale cappella è dedicata al Rosario, sede dell'omonima Confraternita.
Il campanile della chiesa si trova sulla destra, a pianta turrita rettangolare. Una delle sue pareti presenta un semiarco ogivale che attesta la sua origine medievale, rimodellata nel Settecento. Vi sono incisi dei simboli allegorici del Sole e dell'Agnello. Al di sotto del livello della chiesa sono dei vani: uno presenta una copertura a botte ed è posizionato sotto la terrazza antistante la facciata; un altro è posto sotto la chiesa, conservando il pavimento a serratura, dove sono sepolti alcuni vescovi con le lapidi medievali originali.

### Chiesa conventuale di San Francesco d'Assisi
Si trova in Piazza Vittorio Emanuele, alle porte del borgo antico. Risale al 1312, quando fu voluta dai signori D'Angiò, poiché anche Limosano fosse provvista di un convento dei Francescani Cappuccini, che fosse anche provvisto di un seminario di teologia per la formazione di presbiteri. Il convento subì danni con il terremoto del 1805 e per questo oggi è piuttosto manomesso nello stile, anche perché nel 1809 fu soppresso, aperto nel 1821 e definitivamente chiuso nel 1868, quando la parte monasteriale divenne proprietà del comune.
La facciata della chiesa presenta la facciata divisa in due: una è intonacata, mentre l'altra è in mattoncini; la prima è quella di base, con un elegante portale medievale gotico, ornato da colonnine e capitelli con motivi floreali. Al di sopra vi è un rosone con al centro un affresco, e presso la lunetta del portale vi è un bassorilievo dell'Agnello mistico.
La chiesa è a navata unica e reca nella parte superiore una tribuna destinata alle donne, ossia il matroneo, mentre nella zona inferiore un confessionale. L'ingresso principale presenta delle scale sulla destra, sorrette da colonne marmoree; nella zona del presbiterio vi sono cinque medaglioni su tela, nonché un coro in legno di noce. Internamente la copertura è a cassettoni lignei, e la luce entra non solo dal rosone, ma anche dalle quattro finestre laterali. Il campanile della chiesa è una tozza torre, che non supera in altezza il livello della facciata.

### Castello Ducale
Si ipotizza che il castello sia stato edificato su un precedente fortilizio longobardo intorno al XIII secolo, o almeno durante l'edificazione della chiesa di San Francesco. Essendo inserito in un contesto architettonico compatto, a prima vista risulta complicato notarlo tra gli altri edifici circostanti, annessi l'uno all'altro, anche perché il castello nei secoli è stato trasformato in palazzo marchesale, ossia residenza gentilizia. La struttura è formata da pietre di piccole dimensioni, utilizzate anche nel rivestimento delle strade del borgo vecchio; la fortezza si eleva su tre piani, che hanno la base nella roccia di montagna: si accede attraverso un portale a tutto sesto. La corte presenta una forma quadrata, caratterizzata da due scalinate: una posizionata sul lato destro, e l'altra sul sinistro che in sostanza consento l'accesso ai piani superiori. Sul lato opposto del portone c'è un secondo ingresso, che si trova in posizione frontale rispetto alla piccola chiesa di Santo Stefano.

## Società

### Evoluzione demografica
Abitanti censiti

### Fase migratoria
Dall'antichità, Limosano (Limosanum, durante l'impero romano) era un centro di commercio entro la costa adriatica e la città di Roma, con una popolazione più grande di quella di Campobasso. In quei tempi, i limosanesi facevano per la maggior parte i contadini e venditori nei piccoli negozi del paesino. Al principio del XX secolo, la popolazione del comune ha cominciato a diminuire a causa dell'emigrazione in Canada, dove c'è una grande colonia limosanese nella provincia dell'Ontario, e anche negli Stati Uniti. Più recentemente, i giovani cercano di sostenere le aziende familiari oppure vanno a cercare lavoro nel capoluogo Campobasso e ovunque in Italia.

### Religione
La parrocchia di Limosano fa parte dell'arcidiocesi di Campobasso-Boiano. La chiesa di Santa Maria Maggiore è stata recentemente ristabilita a sede vescovile. Titolare ne è Henryk Mieczysław Jagodziński, attualmente nunzio apostolico in Ghana.

## Cultura

### Cinema
Limosano è il paese principale molisano usato come set del film del 2013 Sole a catinelle con Checco Zalone. Nella storia Checco porta il figlio Nicolò in vacanza a Limosano dalla zia perché non ha abbastanza soldi per un viaggio lussuoso. Ma la permanenza dalla zia avara si rivela una tortura. Nel film si intravede il paese dalla strada provinciale, e il suo centro storico ben distinto con la chiesa di Santa Maria Maggiore in cima, e sulla destra la facciata di San Francesco, mentre Checco e il figlio salgono le scale per andare a trovare lo zio.
L'uscita del film scatenò alcune polemiche in Molise per il modo da stereotipo in cui erano visti da Zalone nella storia, come ad esempio l'assenza totale di bambini nel paese.

### Eventi
Il 19 agosto si tiene la festa patronale di san Ludovico.

## Amministrazione
Di seguito è presentata una tabella relativa alle amministrazioni che si sono succedute in questo comune.
| Periodo          | Periodo         | Primo cittadino       | Partito                       | Carica              | Note  |
| ---------------- | --------------- | --------------------- | ----------------------------- | ------------------- | ----- |
| 16 dicembre 1988 | 5 novembre 1991 | Giuseppe Corvinelli   | Democrazia Cristiana          | Sindaco             | [ 6 ] |
| 5 novembre 1991  | 20 giugno 1992  | Maria Nicolina Testa  |                               | Comm. straordinario | [ 6 ] |
| 20 giugno 1992   | 21 ottobre 1994 | Antonio Romano        | Partito Repubblicano Italiano | Sindaco             | [ 6 ] |
| 27 ottobre 1994  | 28 aprile 1997  | Marcellino Corvinelli | Partito Repubblicano Italiano | Sindaco             | [ 6 ] |
| 28 aprile 1997   | 14 maggio 2001  | Marcellino Corvinelli | L'Ulivo                       | Sindaco             | [ 6 ] |
| 15 maggio 2001   | 28 maggio 2002  | Maria Nicolina Testa  |                               | Comm. pref.         | [ 6 ] |
| 28 maggio 2002   | 29 maggio 2007  | Marcello Corvinelli   | lista civica                  | Sindaco             | [ 6 ] |
| 28 maggio 2007   | 7 maggio 2012   | Antonio Romano        | lista civica                  | Sindaco             | [ 6 ] |
| 7 maggio 2012    | 11 giugno 2017  | Angela Amoroso        | lista civica                  | Sindaco             | [ 6 ] |
| 11 giugno 2017   | 12 giugno 2022  | Angela Amoroso        | lista civica                  | Sindaco             | [ 6 ] |
| 12 giugno 2022   | in carica       | Angela Amoroso        | lista civica                  | Sindaco             | [ 6 ] |